# Adolf Frohner

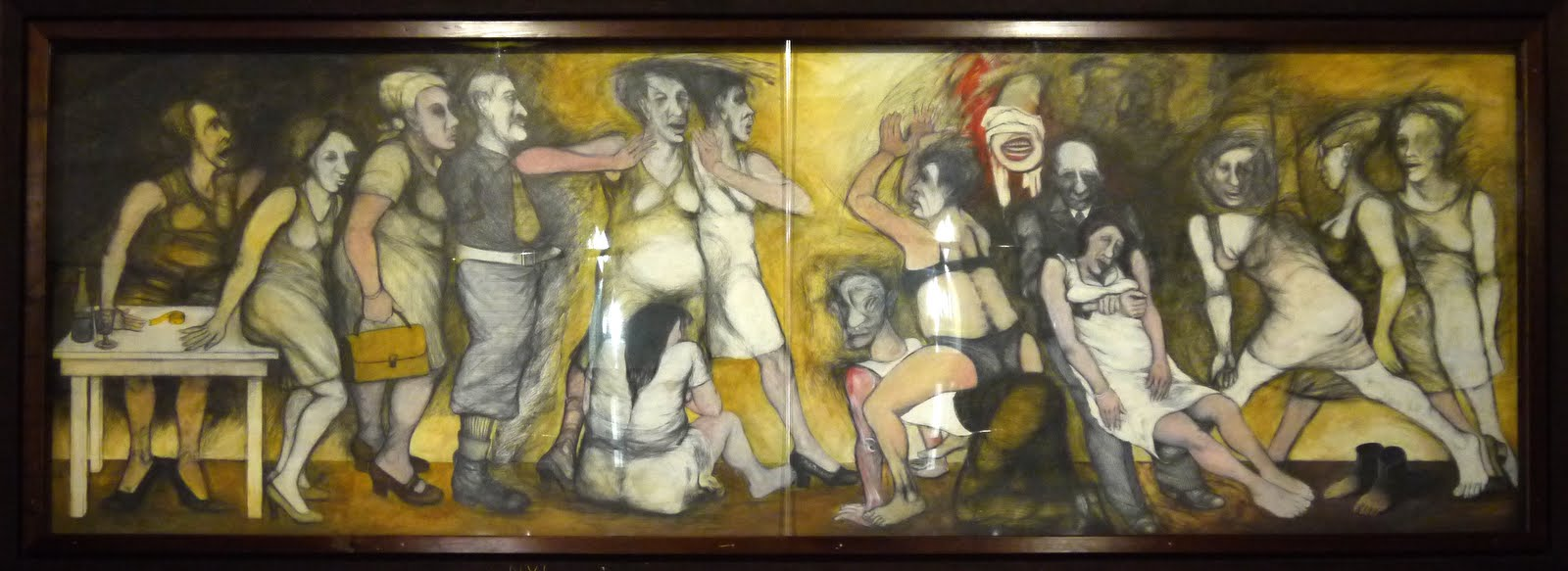
"Artistes i societat", obra d'Adolf Frohner.

Adolf Frohner (Gross-Inzersdorf, Baixa Àustria, 12 de març de 1934 - 24 de gener de 2007) fou un pintor i grafista austríac.
Rebutjat per l'Acadèmia d'Art es va formar de manera autodidacta. Treballà a partir de 1955 de grafista publicitari. Als anys 60 amb Otto Mühl i Hermann Nitsch fundà l'Accionisme Vienès, moviment d'oposició al món artístic burgès.
Adolf Frohner va participar en els anys 70 a diverses biennals i certàmens: Venècia, San Paolo, Mülhausen, Bratislava, Sofia, Buenos Aires. A partir de 1972, es convertí en professor a l'Establiment d'Ensenyament Superior per l'Art Aplicat de Viena. Va rebre nombroses distincions, entre d'elles, la Gran Creu d'Honor Austríaca. Es poden trobar obres seues als museus austríacs d'Art Modern de Viena, l'Albertina o el Belvedere. També té obres a diversos museus internacionals.